# Пала (волость)
Пала (эст. Pala) — бывшая волость в Эстонии в составе уезда Йыгевамаа.

## Положение
Площадь волости — 156,7 км², численность населения на 1 января 2010 года составляла 1302 человек.
Административный центр волости — деревня Пала. Помимо этого, на территории волости находятся ещё 22 деревни.
В волости действует всего одна школа.